# アンダー・ザ・ピンク
「アンダー・ザ・ピンク(原題 : Under The Pink)」は1994年に発売された米国のシンガーソングライター、トーリ・エイモスの2ndアルバム。
英米で発売されてヒットを記録した先行シングル「コーンフレーク・ガール(Cornflake Girl)」と後にシングルカットされた「ゴッド(God)」、「プリティ・グッド・イヤー(Pretty Good Year)」、「パスト・ザ・ミッション(Past The Mission)」を収録。

## 収録曲
作詞・作曲 / トーリ・エイモス
1. プリティ・グッド・イヤー(Pretty Good Year)(3:25)
2. ゴッド(God)(3:58)
3. ベルズ・フォー・ハー(5:20)
4. パスト・ザ・ミッション(Past The Mission)(4:05)
5. ベイカー・ベイカー(Baker Baker)(3:20)
6. ザ・ロング・バンド(The Wrong Band)(3:03)
7. ザ・ウェートレス(The Waitress)(3:09)
8. コーンフレーク・ガール(Cornflake Girl)(5:06)
9. アイシクル(Icicle)(5:47)
10. クラウド・オン・マイ・タング(Cloud On My Tongue)(4:44)
11. スペース・ドッグ(Space Dog)(5:10)
12. イェス・アナスタシア(Yes, Anastasia)(9:33)